# Baderich von Jabilinze
Baderich (lateinisch Badericus de Jabilinze; † nach 1179) war Graf von Jabilinze und Dornburg und der erste Burggraf in Brandenburg.

## Leben
Baderich war ein Sohn des Ritters Gottschalk von Gabelizo. Er wurde kurz vor 1140 erstmals erwähnt, als er mit seinem Bruder Siegfried von Albrecht dem Bären nach einem Aufstand gegen diesen gefangen genommen wurde. Sein Bruder wurde getötet. Seit 1140 wurde er häufiger in Urkunden und Verzeichnissen für Stifte, Klöster und Kirchen in oder bei Magdeburg genannt, auch als Zeuge bei Albrecht dem Bären, teilweise zusammen mit seinem Bruder Alverich von Mehringen. Sein Stammsitz Jabilinze (Jabelinze) ist unbekannt, wahrscheinlich bei Nienburg an der Saale. 1156 wurde Baderich erstmals als Graf von Dornburg bezeichnet.
1157 war Baderich an der Eroberung der Brandenburg beteiligt. 1160 wurde er erstmals als castellanus de Brandenburch bezeichnet, später auch als burchgravius. Diese Funktion sollte königliche Interessen in der neu eroberten Burg vertreten und bestand neben dem Markgrafen von Brandenburg Albrecht.
1179 wurde Baderich letztmals in einer Urkunde erwähnt. 1186 wurde sein Sohn Siegfried erstmals als brandenburgischer Burggraf erwähnt.
Baderich besaß das Dorf Zernitz in Anhalt.

## Erwähnungen (Auswahl)
- 1140 Baderich wird von Albrecht dem Bären freigelassen und muss dafür die Burg Jobilinze an diesen abgeben, vertreibt mit Hilfe anderer sächsischer Fürsten Albrecht und bekommt die Burg wieder[2]
- 1140 Baderich im Güterverzeichnis der Abtei Nienburg[3]
- 1142 Badericus tritt mit seinem Bruder Alvericus seine Rechte an der Kirche von Salbke an das Marienstift in Magdeburg ab[4]
- 1142/1152 Badericus de Badelincze (statt Gabelincze) mit Alvericus in Urkunde von Albrecht für das Moritzkloster Magdeburg[5]
- 1151, Ende Mai/Anfang Juni Badericus de Gabelinze (Badelinze) mit Alvericus in Schenkung von Albrecht für Marienstift Magdeburg.[6]
- 1155, 5. Juni/31. Dezember Betericus de Gebelenze[7]
- 1155 comes Betericus de Gabelenza Zeuge von Grafengericht Albrechts des Bären in Aschersleben[8]
- 1156 Love mirior de Badericus mit Alvericus für Albrecht[9]
- 1156, 20. November Badericus de Dornburc (?)[10]
- 1156, 30. November Badericus de Dornburc ist bei Eintritt von Markgraf Konrad von Wettin in das Peterskloster anwesend[11]
- 1156, 28. Dezember Bedericus zu Grafengericht in Wörbzig[12]

- (1158)-1166 (1161?) Badericus[13]
- 1159, 2. Juni Badericus bei Albrecht und Sohn Otto in Magdeburg[14]
- 1159, 5. Juni – 31. Dezember Badericus mit Alvericus de Meringe für Herren von Reppichau an Moritzkloster[15]
- 1159, Juni–September[16]
- 1159 ?[17]
- 1160[18]
- 1160[19]
- 1160, 18. Januar Badericus bei Eberhard und Hermann von Plötzkau in Ebendorf[20]
- 1160, Januar–September Badericus comes bei Albrecht für Johanniter Werben[21]
- 1160 Bedericus castellanus de Brandenburg bei Albrecht für Kirche Hohen-Köthen[22]
- 1161, Januar-Juli Bedericus comes[23]
- 1161, 20. November Badericus mit Elvericus bei Erzbischof Wichmann mit Albrecht in Magdeburg[24]
- vor 1161, November (Mitte März-Mitte Mai) Badericus comes für Domstift Brandenburg in Magdeburg[25]
- vor 1161, November (Mitte März-Mitte Mai) Bedericus comes bei Domstift Brandenburg[26]
- 1162 Badericus castellanus de Brandenburch in Magdeburg[27]
- 1162, 2. Januar/12. Juni Bedericus de Gebelize mit Elvericus in Arneburg[28]